# Союз (газопровод)

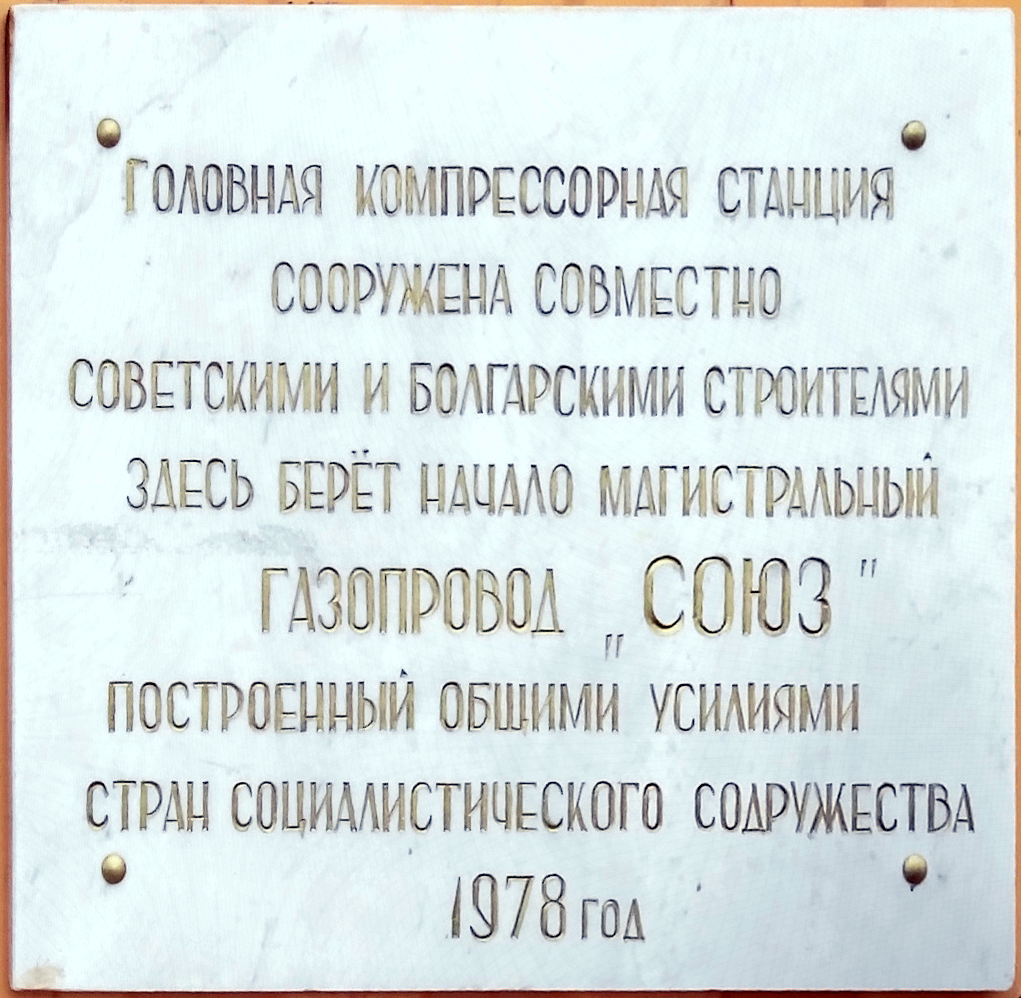
Мемориальная доска на территории головной компрессорной станции

«Сою́з» (также «Оренбу́рг — За́падная грани́ца СССР») — экспортный магистральный газопровод. Диаметр газопровода — 1420 мм, проектное давление — 7,5 МПа (75 атмосфер), пропускная способность — 26 млрд м3 природного газа в год.
Основной источник газа для магистрали — Оренбургское газоконденсатное месторождение.

## История

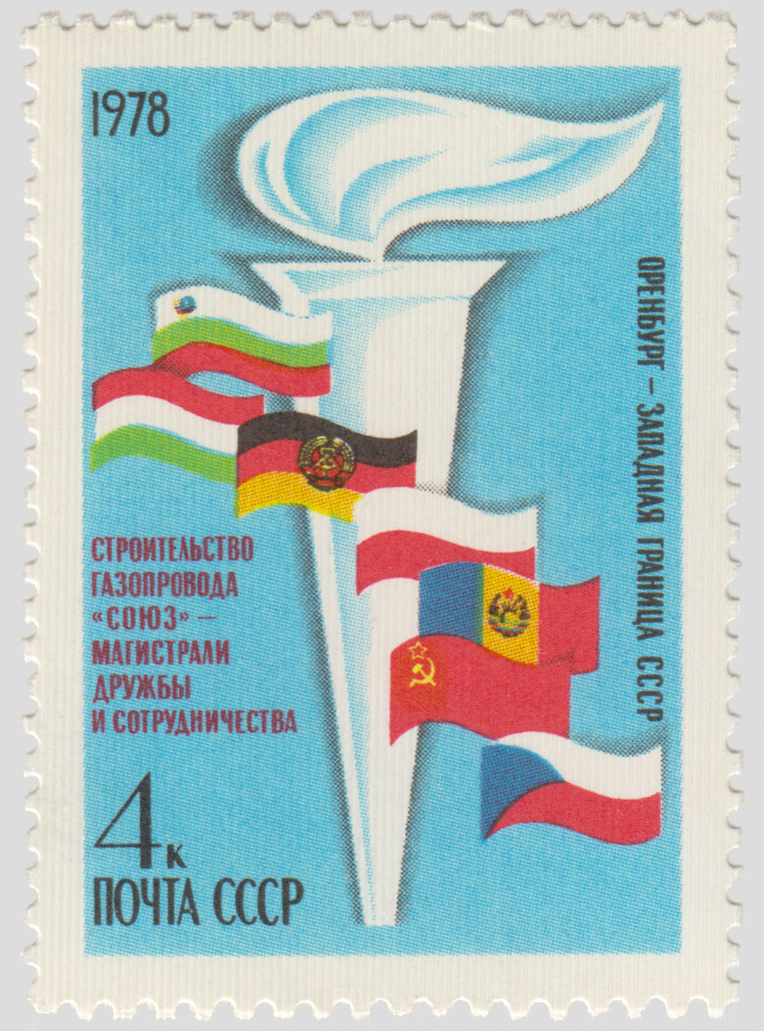
Почтовая марка СССР “Строительство газопровода «Союз» — магистрали дружбы и сотрудничества”

Построен в 1975-79 годах Советским Союзом совместно с другими странами Совета экономической взаимопомощи (СЭВ): Болгарией, Венгрией, ГДР, Польшей, Румынией и Чехословакией — в рамках освоения Оренбургского газоконденсатного месторождения («Оренбургское соглашение»). Генеральное соглашение о совместном освоении Оренбургского ГКМ и строительстве магистрального газопровода «Оренбург — Западная граница СССР» («Союз») было подписано странами-участницами 21 июня 1974 года. Газопровод «Союз» принят в эксплуатацию 11 ноября 1980 года.
В 1979—1980 годы от имени Исполнительного комитета Совета Экономической Взаимопомощи (СЭВ) вручалась Памятная медаль "За строительство магистрального газопровода «Союз»".
Газопровод «Союз» проходит через территорию России, Казахстана и Украины по маршруту: Оренбург — Уральск — Александров Гай — ГИС «Сохрановка» (граница России и Украины) — Кременчуг — Долина — Ужгород. Общая протяжённость газопровода — 2750 км, в том числе 300 км по территории Казахстана и 1568 км по территории Украины.
По территории Украины МГ «Союз» проходит через населённые пункты Новопсков, Боровая, Первомайское, Машевка, Александровка, Тальное, Гайсин, Бар, Гусятин, Богородчаны, Хуст, в каждом из которых расположена компрессорная станция с одноимённым названием. В украинском городе Бар (Винницкая область) трасса газопровода «Союз» соединяется с трассой магистральных газопроводов Уренгой — Помары — Ужгород и «Прогресс» («Ямбург — Западная граница СССР»).

На западной границе Украины газ из МГ «Союз» через газоизмерительные станции (ГИС) «Теково», «Берегово» и «Ужгород» поставляется в Румынию (ГИС «Теково»), Венгрию (ГИС «Берегово») и Словакию (ГИС «Ужгород»). Из Словакии газ также транспортируется в другие страны Центральной и Западной Европы (Чехия, Австрия, Германия, Франция, Швейцария, Словения, Италия).

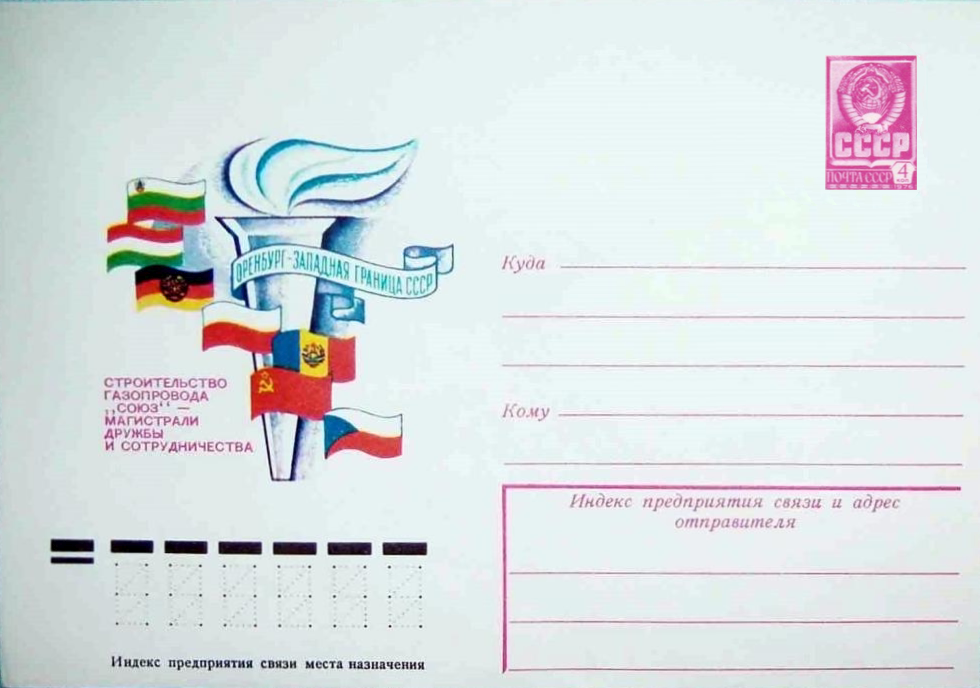
Художественный маркированный конверт, 1978 г.  «Строительство газопровода ’Союз’» — магистрали дружбы и сотрудничества